# شعار الإمارات العربية المتحدة

شعار الإمارات الذي يحمل الغلاف الأمامي لجواز السفر الإماراتي

اعتمد المجلس الأعلى للاتحاد شعار دولة الإمارات العربية المتحدة يوم 9 ديسمبر عام 1971، وقد اختير من بين مئات الرسوم المقدمة ضمن مسابقة شارك فيها العديد من الإماراتيين والوافدين. الشعار عبارة عن صقر في صدره قرص أحمر يظهر سفينة البوم الشراعية العربية على مياه الخليج طافية على أربع موجات ومخالبه تمسك بقاعدة على شكل مستطيل تحمل اسم دولة الإمارات العربية المتحدة، وقد رسمت هذا الشعار الفائز في ذلك الوقت فتاة إماراتية تدعى ظبية خميس من أبوظبي.

## الشعار الجديد
أقر مجلس الوزراء في دولة الإمارات العربية المتحدة إجراء تغييرات على الشعار في 23 مارس 2008 تغير الشعار الرسمي الجديد للدولة بناء على موافقة الشيخ خليفة بن زايد آل نهيان رئيس الدولة على التصميم الجديد للشعار. وأصدر المجلس تعليماته إلى كافة الجهات الحكومية الاتحادية والمحلية باعتماد الشعار الجديد خلال فترة زمنية. واعتمد الشعار الجديد بشكل أساسي على نفس تصميم الشعار القديم مع إدخال بعض التحسينات عليه، وأبرز التغييرات:
- تعديل وسط الشعار الجديد حيث تضمن علم الإمارات وعليه طوق تزينه سبع نجوم تمثل الإمارات السبع. وذلك بدلا من السفينة في الشعار القديم.
- تغيرت بعض الخطوط المكونة لجناحي الصقر وشملت أيضا رسم منقار وعين الصقر حيث أصبحت أكثر بروزاً.
- تم تلوين الصقر الجديد باللون الذهبي بدلا من الأصفر
- أضيف اسم الدولة باللغة الإنجليزية أسفل الشعار.[4]

## شعارات الامارات
الإمارات العربية المتحدة هي اتحاد يضم سبع إمارات، لكل منها شعار النبالة الخاص بها/الشعارات النصية، في حين أن بعضها لديه كليهما.

إمارة أبو ظبي (العاصمة)
إمارة أبو ظبي (شعار قديم)
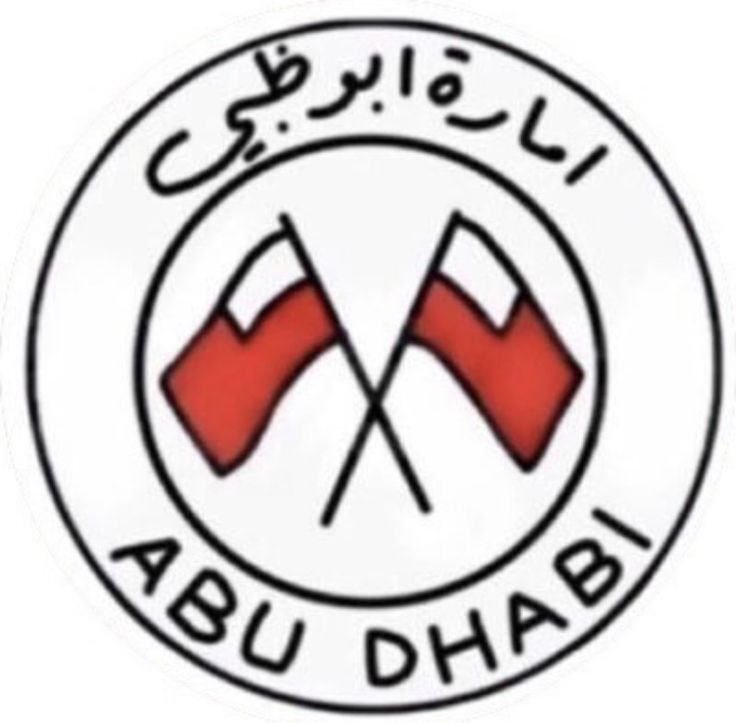
إمارة أبو ظبي ( شعار اخر قديم)
إمارة دبي
إمارة الشارقة
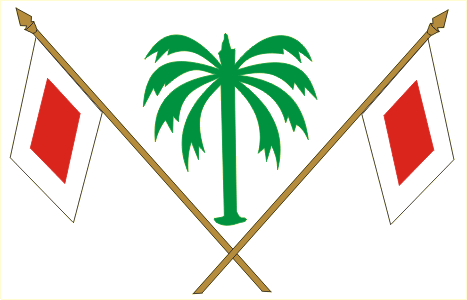
إمارة الشارقة (شعار قديم)
إمارة عجمان
إمارة أم القيوين (شعار نبالة)
إمارة أم القيوين (شعار)
إمارة الفجيرة
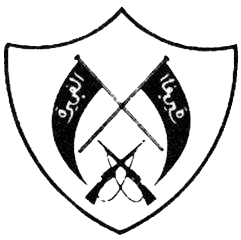
إمارة الفجيرة (شعار قديم)
إمارة رأس الخيمة
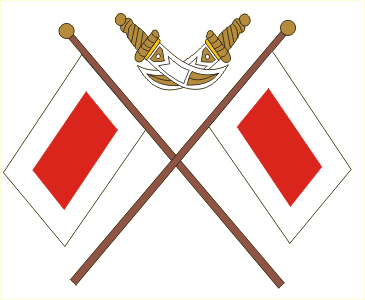
إمارة رأس الخيمة (شعار قديم)

### الشعارات النصية

أبو ظبي
دبي
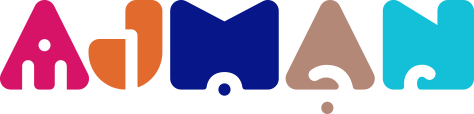
عجمان
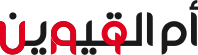
أم القيوين

## شعارات اخرى

شعار  القوات المسلحة لدولة الإمارات العربية المتحدة
شعار  القوات البرية الإماراتية
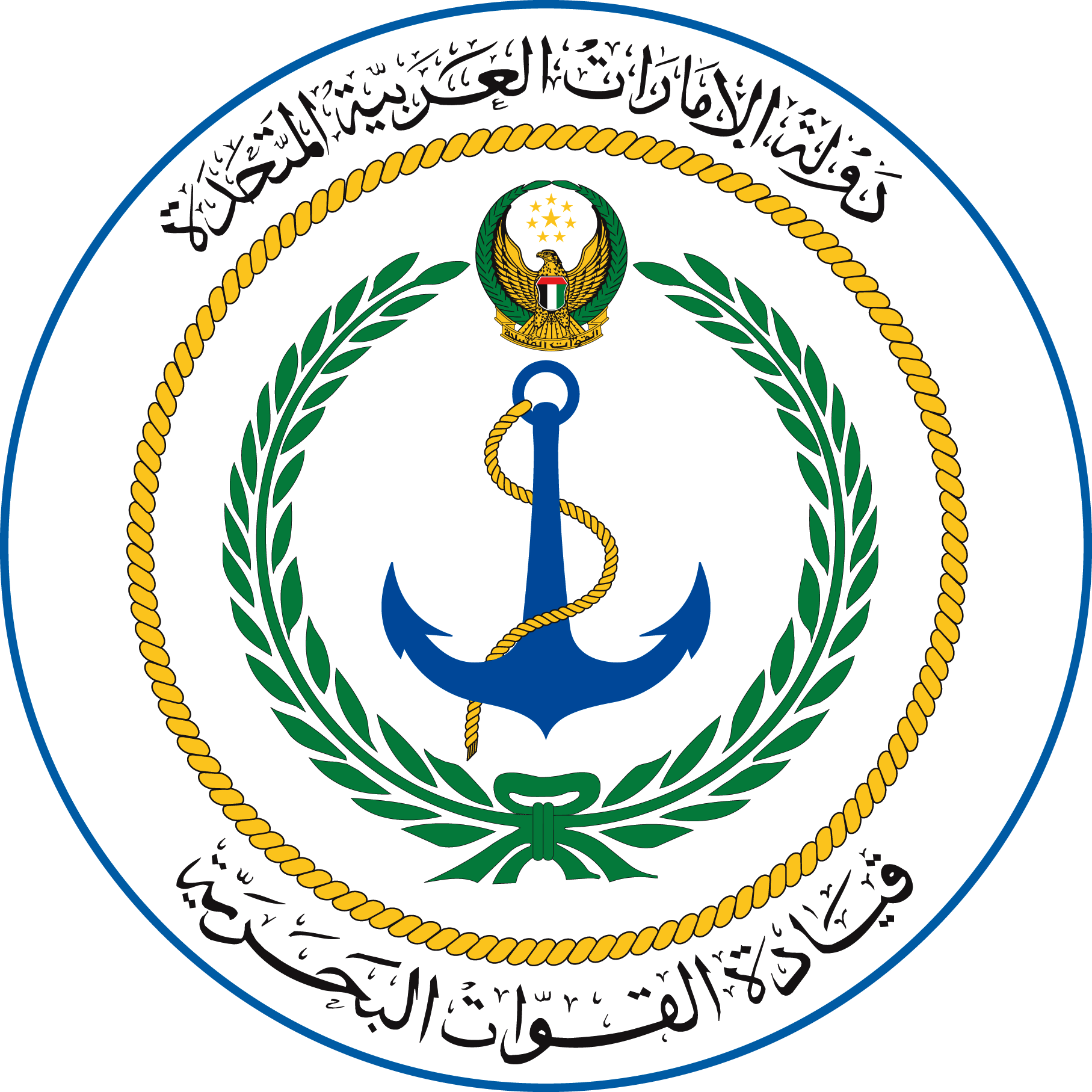
شعار  البحرية الإماراتية
شعار  القوات الجوية الإماراتية
شعار  حرس الرئاسة الإماراتي
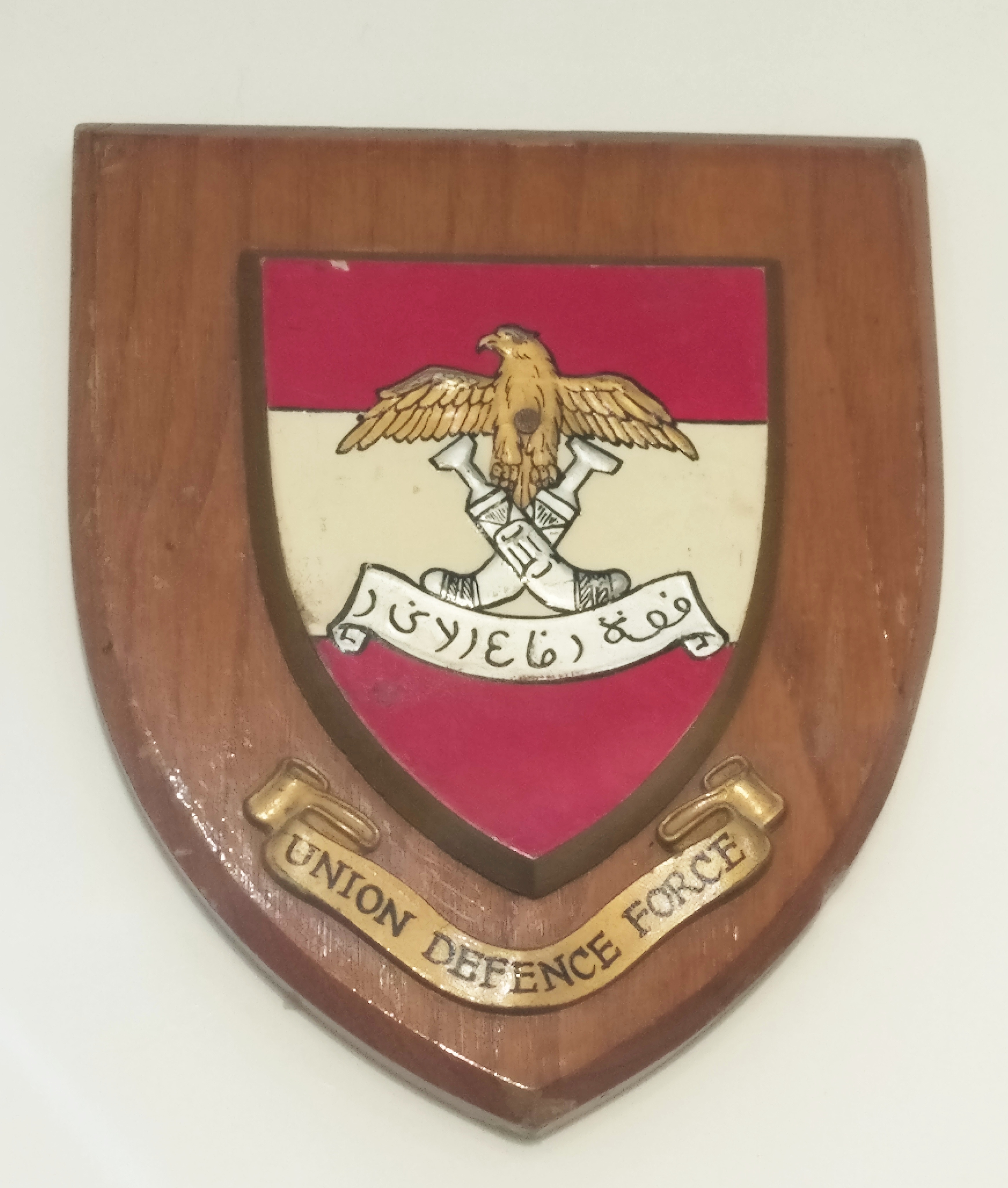
شعار كشافة ساحل عمان (1951-1971)
القوات الجوية الإماراتية Roundel
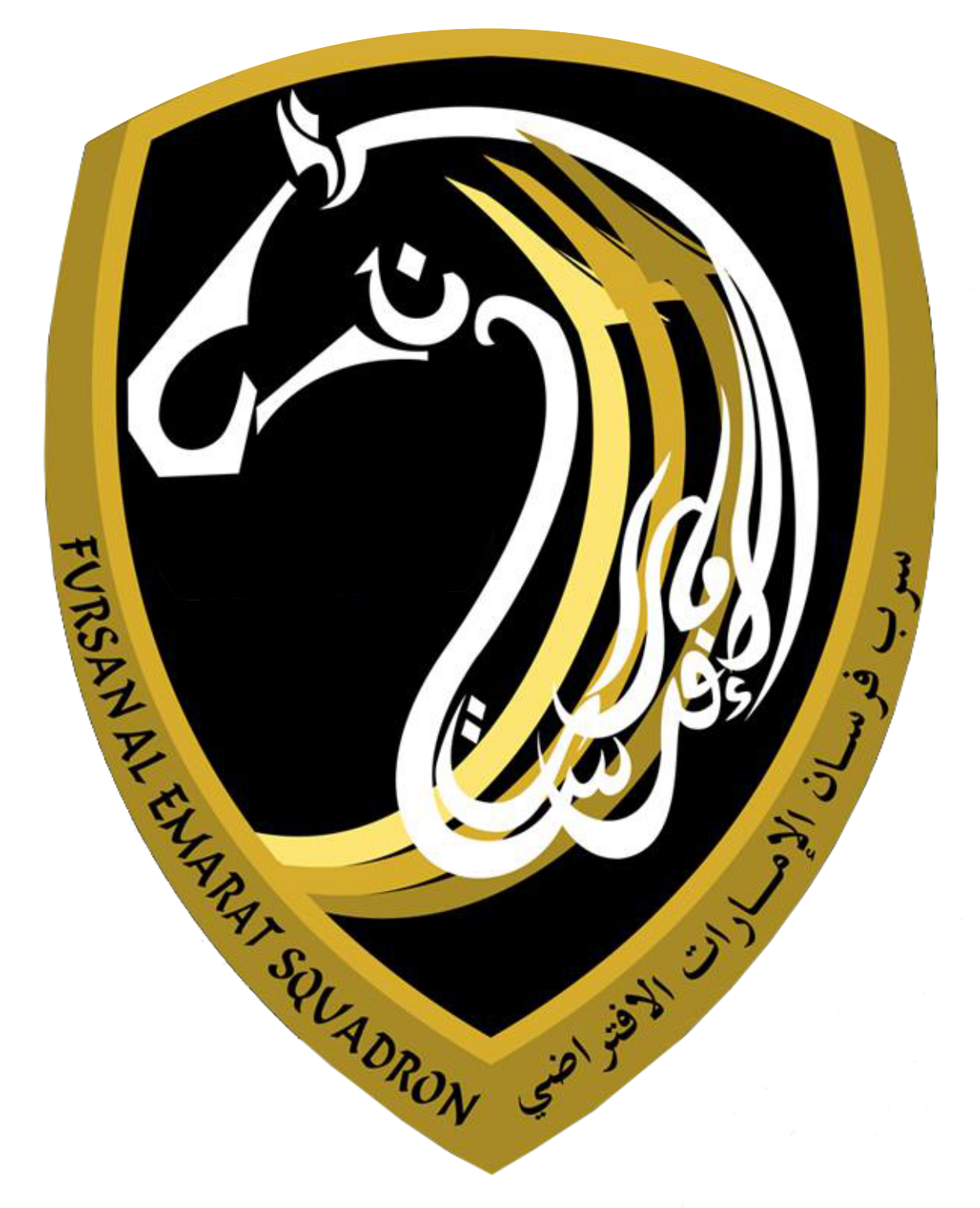
شعار فريق الفرسان